# 李承緒
李承緒（1528年—？），字伯餘，號鹅峰，江西吉安府永新縣人，民籍，明朝政治人物。

## 生平
出身于泮中李氏，少時与堂兄李承芳进叔父李俨创办的聚秀义塾学习。嘉靖三十七年（1558年）戊午科江西鄉試第十六名舉人。嘉靖四十一年（1562年）中式壬戌科會試第五十三名，三甲第八十二名進士。授湖州府推官，四十四年升工部清吏司主事。48岁病逝。

## 家族
曾祖李景諤，封禮部員外郎；祖父李瑞；父李位，母朱氏。慈侍下。從兄李承芳（進士）。